# キンタ・ステーンベルヘン
キンタ・ステーンベルヘン（Quinta Steenbergen、女性、1985年4月2日 - ）は、オランダのバレーボール選手。元オランダ代表。

## 来歴
2008年、オランダ代表に初選出される。
2010年から本格的に代表でプレーし、同年のワールドグランプリと世界選手権などに出場した。また、2011年の欧州選手権では7位になった。
世代交代が進んだ2013年のFIVBワールドグランプリと欧州選手権ではレギュラーとして活躍した。2015年10月の欧州選手権で銀メダルを、2016年7月のワールドグランプリでは銅メダルを獲得した。20年ぶりの五輪となったリオ五輪では4位となった。

## 球歴
- オリンピック - 2016年
- 世界選手権 - 2010年、2014年
- 欧州選手権 - 2011年、2013年、2015年
- ワールドグランプリ - 2010年、2013年、2014年、2015年、2016年

## 所属クラブ
- AMVJ Amstelveen (2001-2003年)
- VC Weert （2003-2004年）
- AMVJ Amstelveen　（2004-2008年）
- Entente Sportive Le Cannet-Rocheville （2008-2009年）
- TVC Amstelveen (2010-2011年）
- VKバクー (2011-2012年）
- シュヴェリーンSC (2012-2013年）
- VKプロスチェヨフ (2013-2014年）
- ロコモティフ・バクー（2014-2015年）
- VKプロスチェヨフ（2015-2016年）
- VC Sneek（2016-2017年）
- Bejo/Dinto（2023-2024年）[3]